# Shipra
Ne doit pas être confondu avec Shipra (rivière).
Shipra (hébreu : שִׁפְרָה šiᵽrâ) était l'une des deux sages-femmes qui désobéit à l'ordre du pharaon d'exécuter les nouveau-nés mâles hébreux, selon Exode 1:15-21. Le midrash suggère qu'il s'agit de Yokheved, Ship'ha pouvant signifier « qui prépare les enfants [en les lavant, les habillant...] ». Rachi identifie Shiphra à Yokébed.
Toutefois, le nom de Shipra a été retrouvé sur une liste d'esclaves en Égypte durant le règne de Sobekhotep III. La liste se trouve sur Brooklyn 35.1446, un papyrus conservé au Brooklyn Museum.
S'il devait s'agir de la même Shipra que le personnage biblique, ou une proche contemporaine, alors le pharaon de l'Exode serait, selon David Rohl, Toutimaïos, qu'il identifie au pharaon Ouadjekhâ sur base du compte rendu de Manéthon dans le document connu comme papyrus de Turin.
Cependant, outre l'identification problématique de Ouadjekhâ à Toutimaïos, Shipra n'est décrite ni dans la Bible, ni dans la tradition juive comme étant asservie, mais plutôt louée par le pharaon, et elle aurait ensuite été préservée de l'esclavage pendant toute la durée du séjour égyptien, en récompense (divine) de ses actes. Si cette interprétation est correcte, la Shipra de la liste serait une autre personne, bien qu'on ne puisse écarter la connexion chronologique, ou bien, elle aurait été une esclave plus jeune, et aurait été affranchie.